# Décès en 1163
Décès
- 1159
- 1160
- 1161
- 1162
- 1163
- 1164
- 1165
- 1166
- 1167

Cette page dresse une liste de personnalités mortes au cours de l'année 1163 :
- janvier : Thierry II de Montbéliard, comte de Montbéliard.
- 14 janvier : Ladislas II de Hongrie, roi de Hongrie.
- 1er février : Jean de la Grille, ou Jean de Châtillon de la Grille, évêque de Saint-Malo de 1146 à 1163[1].
- 9 février[2] : haut fonctionnaire du royaume normand de Sicile.
- 14 mai : Abd al-Mumin, à Salé.
- 30 août : Pierre de Marsan, comte de Bigorre et vicomte de Marsan
- 29 septembre : Sigurd Markusfostre, roi de Norvège.
- 29 décembre : Étienne de Bar, évêque de Metz.

- Abd al-Mumin, ou `Abdul-Mu'min ben `Alī al-Kūmī, `Abd al Mu'min ben `Alī al Kūmī ou Abdelmoumen, premier calife de la dynastie des Almohades.
- Arcade de Novgorod, évêque de Novgorod.
- Constance d'Antioche, princesse d'Antioche.
- Costantino II de Cagliari, juge de Cagliari.
- Fastré de Cambron, moine cistercien, abbé de Cambron et plus tard de Clairvaux et de Cîteaux.
- Gregorio della Suburra, cardinal italien.
- Philippe d'Harcourt, Évêque de Salisbury, de Bayeux et chancelier d'Angleterre.
- Léonius de Furnes, abbé de l'abbaye de Lobbes puis de l'abbaye Saint-Bertin.
- Pierre de Marsan, vicomte de Marsan et comte de Bigorre.
- Raymond, abbé du monastère de Fitero.
- Théodore, patriarche de Kiev et de toute la Russie.
- Yahya ibn Abd al-Aziz, dernier souverain de la dynastie berbère Hammadide établie sur le Maghreb central en Algérie actuelle.

## Crédit d'auteurs
- Cet article est partiellement ou en totalité issu de l'article intitulé « 1163 » (voir la liste des auteurs).